# Saint-George
Saint-George är en ort och  kommun i distriktet Nyon i kantonen Vaud, Schweiz. Kommunen har 1 060 invånare (2023).